# 横琴口岸
座標: 北緯22度8分26秒 東経113度32分38秒 / 北緯22.14056度 東経113.54389度
横琴口岸（おうきん こうがん、中国語: 横琴口岸、ポルトガル語: Porto de Hengqin）は中華人民共和国広東省珠海市の横琴島、横琴粤澳深度合作区に設置されている中華人民共和国（中国大陸）とマカオ特別行政区との出入境検査場である。
1994年、中国大陸側とポルトガル領マカオ間の唯一の陸路境界であった拱北口岸、及び関閘の混雑の緩和を目的として計画され、2000年3月28日に正式に開業した。マカオの路氹地区へは、蓮花大橋で結ばれている。
開放時間は歩行者、車両とも24時間である。ただし、危険物積載車両は8時から20時に限られる。2023年1月から11月の間に、のべ1,500万人以上が利用している。
イミグレーションを挟んで、中国大陸側に珠機都市間鉄道の横琴駅、マカオ側にマカオLRT横琴線の横琴駅が位置している。
2020年8月、横琴口岸の施設内だけで中国とマカオの出入境検査を一ヶ所で同時に行える「一地両検」が開始された。

## 澳門口岸区

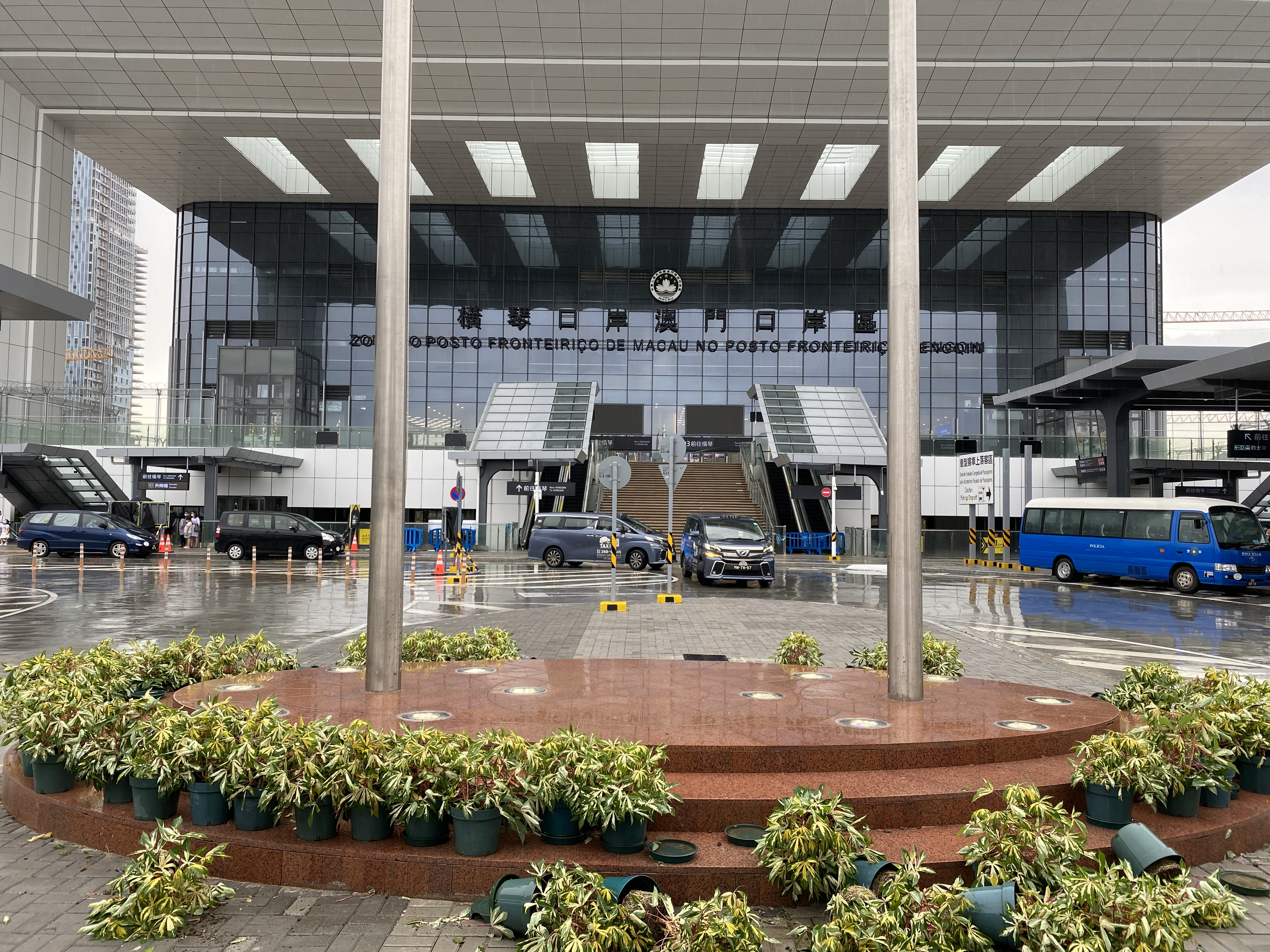
横琴口岸澳門口岸区

横琴口岸澳門口岸区（繁体字: 橫琴口岸澳門口岸區、ポルトガル語: Zona do Posto Fronteiriço de Macau do Posto Fronteiriço Hengqin）は、横琴粤澳深度合作区の一部エリアである。「一地両検」の開始に伴い開設され、マカオ特別行政区の管轄地域であり、マカオの法律が適用される。
マカオ方面への路線バス、タクシー、ホテル・カジノ送迎バスのターミナルが設置されている。
2023年8月、澳門口岸区とマカオ大学とを結ぶ道路（zh:澳門大學連接橫琴口岸通道橋）も開通した。
2024年、マカオLRTの横琴駅が澳門口岸区側に開業、珠機都市間鉄道横琴駅も中国側で開業し、広東省広州市・珠海市・珠海金湾空港と鉄道で接続した。
2000年より利用されてきた路氹の路氹辺検大楼（蓮花口岸）は2020年8月で閉鎖され、解体されている。